# Dirty Money
Dirty Money es una serie-documental que ofrece la plataforma Netflix estrenada en 2018.
Ha sido creada por el director Alex Gibney, que ya cuenta con experiencia en la realización de documentales. Los encargados de la dirección fueron Erin Lee Carr, Kristi Jacobson, Brian McGinn, Jesse Moss, Fisher Stevens y el propio Gibney. Los seis episodios de una hora de duración fueron estrenados simultáneamente el 26 de enero de 2018, en la plataforma de streaming. Dicho documental no dispone de actores, pues prefirieron contar con las personas realmente afectadas y que tras la pantalla todo fuera real, así como los sucesos que nos cuentan. 

## Origen del documental
Alex Gibney, productor ejecutivo y creador del documental, se vio afectado por el fraude de la empresa automovilística Volkswagen. Cuando Gibney descubrió que era partícipe sin saberlo de la contaminación ambiental a través de su coche, el mismo que Volkswagen le vendió afirmando que no era contaminante, sintió mucha furia, se sentía engañado. Este acontecimiento fue el que animó a Gibney a sentir la necesidad de comunicar al mundo sobre los engaños a los que estaban siendo sometidos. Este suceso se relata en el primer episodio de la serie-documental.

## Sinopsis
Dirty Money consiste en una serie-documental compuesta por seis episodios. Cada episodio narra la historia de un fraude empresarial, que ha sometido a una investigación para verificar su culpabilidad y posteriormente, se ha trasladado a este reportaje, contando con los testigos, los perjudicados y los propios creadores del fraude.

## Episodios
| N.º                                                                    | Título                  | Dirigido por    | Fecha de lanzamiento original |
| ---------------------------------------------------------------------- | ----------------------- | --------------- | ----------------------------- |
| 1                                                                      | «Hard NOx»              | Alex Gibney     | 26 de enero de 2018           |
| Tema: El escándalo de emisiones contaminantes de vehículos Volkswagen. |                         |                 |                               |
| 2                                                                      | «Payday»                | Jesse Moss      | 26 de enero de 2018           |
| Tema: Scott Tucker y adelantos de sueldo en los Estados Unidos.        |                         |                 |                               |
| 3                                                                      | «Drug Short»            | Erin Lee Carr   | 26 de enero de 2018           |
| Tema: Valeant Pharmaceuticals.                                         |                         |                 |                               |
| 4                                                                      | «Cartel Bank»           | Kristi Jacobson | 26 de enero de 2018           |
| Tema: Blanqueo de dinero por HSBC para el cártel de Sinaloa.           |                         |                 |                               |
| 5                                                                      | «The Maple Syrup Heist» | Brian McGinn    | 26 de enero de 2018           |
| Tema: Federación de productores de sirope de arce de Quebec            |                         |                 |                               |
| 6                                                                      | «The Confidence Man»    | Fisher Stevens  | 26 de enero de 2018           |
| Tema: Donald Trump                                                     |                         |                 |                               |

## Recepción
La reacción a la serie ha sido relativamente positiva, con una calificación del 100% en Rotten Tomatoes y una calificación de 80 en Metacritic. Brian Lowry de CNN explica la premisa principal de que «para los defensores de la desregulación [...] ofrece una réplica simple pero poderosa: mire el comportamiento terrible y poco ético del que las entidades corporativas intentan salirse con la suya cuando creen que nadie está mirando».